# Sakhinetipalli
Sakhinetipalle hay Sakhinetipalli là một mandal thuộc huyện East Godavari, bang Andhra Pradesh, Ấn Độ.